# Едуард (герцог Ангальтський)
Едуард (нім. Eduard), повне ім'я Едуард Георг Вільгельм Максиміліан Ангальтський (нім. Eduard Georg Wilhelm Maximilian von Anhalt), ( 18 квітня 1861 — 13 вересня 1918) — четвертий правитель об'єднаного Ангальтського герцогства у квітні—вересні 1918 року, син герцога Ангальту Фрідріха I та принцеси Саксен-альтенбурзької Антуанетти. Походив з династії Асканіїв. Правив після старшого брата Фрідріха II.

## Біографія
Едуард народився 18 квітня 1861 року в Дессау. Був четвертою дитиною та третім сином в родині спадкоємного принца Ангальт-Дессау-Кетена Фрідріха та його дружини Антуанетти Саксен-Альтенбурзької. Мав старших брата Леопольда та Фрідріха й сестру Єлизавету. Згодом сімейство поповнилося молодшими дітьми: Арібертом та Александрою. Країною в цей час правив їхній дід Леопольд IV, який у 1863 році об'єднав під своєю владою всі ангальські землі в єдину державу.
Мешкала родина у Палаці спадкоємного принца в Дессау. Літні місяці проводили у палаці Верліц. У 1871 році батько став правителем Ангальту, і за три роки сімейство перебралося до палацу Дессау.
У віці 34 років Едуард узяв шлюб із 21-річною принцесою Саксен-Альтенбургу Луїзою Шарлоттою, яка доводилася йому троюрідною сестрою. Весілля відбулося 6 лютого 1895 у Альтенбурзі. У подружжя народилося шестеро дітей.
У 1904 році, після смерті батька, став спадкоємним принцом Ангальту, оскільки у Фрідріха не було дітей.
У січні 1918 року дружина із ним розлучилася і від'їхала до батьківщини. У тому ж році Едуард став правителем герцогства Ангальт. Його царювання було нетривалим і тривало лише п'ять місяців. 13 вересня 1918 у Берхтесгадені він пішов з життя. Трон успадкував його 17-річний син, який правив під регентством дядька Аріберта Ангальтського.
Едуард був похований в мавзолеї Дессау, у 1958 році його перепоховали на цвинтарі Цибік.

## Родина

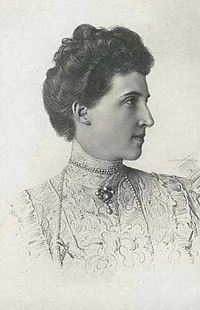
Світлина Луїзи Шарлотти

Дружина — Луїза Шарлотта, принцеса Саксен-Альтенбурзька
Діти:
- Фредеріка Маргарита (11 червня—18 листопада 1896) — прожила 5 місяців;
- Леопольд Фрідріх (1897—1898) — прожив півтора року;
- Марія Августа (1898—1983) — була двічі одружена, мала двох синів;
- Йоахім Ернст (1901—1947) — останній герцог Ангальта у вересні—листопаді 1918 років, був двічі одруженим, мав п'ятеро дітей від другого шлюбу;
- Ойген (1903—1980) — був одружений з Анастасією Юнгмайєр, мав єдину доньку;
- Вольфганг (1912—1936) — одруженим не був, дітей не мав.

## Нагороди
- Великий магістр ордену Альбрехта Ведмедя (Ангальтське герцогство);
- Великий хрест ордену Вендської корони (19 липня 1882).